# Hujil Tohom (köpinghuvudort i Kina, Heilongjiang Sheng, lat 46,45, long 124,13)
Hujil Tohom (kinesiska: 胡吉吐莫, 胡吉吐莫镇) är en köpinghuvudort i Kina. Den ligger i provinsen Heilongjiang, i den nordöstra delen av landet, omkring 210 kilometer väster om provinshuvudstaden Harbin. Antalet invånare är 10 588. Befolkningen består av 5 243 kvinnor och 5 345 män. Barn under 15 år utgör 14,0 %, vuxna 15-64 år 79 %, och äldre över 65 år 6,0 %.
Runt Hujil Tohom är det ganska glesbefolkat, med 36 invånare per kvadratkilometer. Närmaste större samhälle är Oroin Xibe, 16,5 km sydost om Hujil Tohom. Trakten runt Hujil Tohom består i huvudsak av gräsmarker.
Genomsnittlig årsnederbörd är 716 millimeter. Den regnigaste månaden är juli, med i genomsnitt 201 mm nederbörd, och den torraste är januari, med 4 mm nederbörd.